# Octomeles
Octomeles é um género botânico pertencente à família Tetramelaceae.

## Espécies
- Octomeles sumatrana Miq.